# Абиатеграсо
Абиатегра̀со (на италиански: Abbiategrasso, на западноломбардски: Biegràss, Биеграс) е град и община в Северна Италия, провинция Милано, регион Ломбардия. Разположен е на 120 m надморска височина. Населението на общината е 31 524 души (към 2013 г.).

## Побратимени градове
- Елванген, Германия
- Лангър, Франция